# Podgradje, Ljutomer
Podgradje je naselje v Občini Ljutomer. Ime je dobila po lokaciji naselbine, ta namreč stoji pod gradom.[katerem?]

## Ljudje, povezani s krajem
- Vatroslav Mohorič